# Orzeszówka
Orzeszówka – wieś w Polsce położona w województwie mazowieckim, w powiecie węgrowskim, w gminie Miedzna. Ma status sołectwa.  Leży nad rzeką Miedzanką.
Do połowy XIX wieku Orzeszówka była dużym folwarkiem, którym zarządzał administrator mieszkający w tamtejszym dworze. Folwark wchodził w skład dóbr miedzeńskich. Orzeszówka stała się faktyczną wsią dopiero po utworzeniu tam osad na mocy ukazu carskiego. W 1864 roku, na mocy ukazu carskiego o uwłaszczeniu z Dóbr Orzeszówka wydzielono 1319 mórg 17 prętów ziemi dla 48 osad chłopskich. W Orzeszówce utworzono 14 osad chłopskich na 56 morgach i 180 prętach ziemi. W 1868 roku Józef Wyszomierski rozparcelował pozostałą część majątku pomiędzy kilkudziesięciu włościan.
Wieś posiadała w 1673 roku podkomorzyna koronna Konstancja Butlerowa. W latach 1975–1998 miejscowość administracyjnie należała do województwa siedleckiego.
Wierni kościoła rzymskokatolickiego należą do parafii Zwiastowania Najświętszej Maryi Panny w Miedznie.